# Isla de Otoque
Otoque es una isla situada en el golfo de Panamá, perteneciente al distrito de Taboga. Esta isla fue originalmente poblada por grupos indígenas comandados por los caciques Careta, Tatalao y Estivá, los cuales lucharon en tierra firme contra los españoles. Actualmente la población de la isla está conformada por un mestizaje parecido al de otras regiones del interior del país. Dicha población se divide en dos grupos ubicados en extremos opuestos de la isla, los cuales constituyen los corregimientos de Otoque Oriente y Otoque Occidente. La economía de esta isla está basada principalmente en la pesca y en la agricultura de subsistencia.
La isla de Otoque está al norte de la isla Boná, a 1 milla de distancia. La forma de la isla es irregular, con un diámetro aproximado de 1 milla. La isla tiene dos cerros, ambos de elevación ligeramente menor al punto más alto de la isla Boná.